# تل الساعي
تل الساعي أحد الآثار والأطلال الباقية في منطقة الجوف شمال المملكة العربية السعودية. الموقع هو بقايا قلعة بنيت أيام حضارة تدمر، تحيط بها كهوف وبها معبد. تل الساعي يشرف على مدينة سكاكا القديمة، حيث إن أطراف التل كلها عبارة عن كهوف مسكونة، وقد حفرت حول أطرافها التي تشبه الجدران كهوف متعددة، ويتوسط هذه الكهوف في القمة معبد وثني من فترة ما قبل الإسلام.